# Theresa Randle
Pour les articles homonymes, voir Randle.
 (novembre 2021).
Theresa Randle est une actrice américaine née le 27 décembre 1964 à South Central, Los Angeles (États-Unis).

## Biographie
Elle est connue pour le rôle de Theresa Burnett dans la saga Bad Boys.

## Filmographie

### Cinéma
- 1987 : Maid to Order : Doni
- 1987 : Aux frontières de l'aube (Near Dark) de Kathryn Bigelow : une fille dans la voiture
- 1989 : Easy Wheels : Ace
- 1990 : Un ange de trop (Heart Condition) : Ciao Chow Club Maitre D'
- 1990 : La Nurse (The Guardian) de William Friedkin : Arlene Russell
- 1990 : The King of New York (King of New York) d'Abel Ferrara : Raye
- 1991 : The Five Heartbeats : Brenda
- 1991 : Jungle Fever de Spike Lee : Inez
- 1992 : Malcolm X de Spike Lee : Laura
- 1993 : CB4 : Eve
- 1994 : Revocator (en) (Sugar Hill) de Leon Isacho (en) : Melissa
- 1994 : Le Flic de Beverly Hills 3 (Beverly Hills Cop III) de John Landis : Janice
- 1995 : Bad Boys de Michael Bay : Theresa Burnett
- 1996 : Girl 6 de Spike Lee : Judy, aka Girl 6
- 1996 : Space Jam : Juanita Jordan
- 1997 : Spawn : Wanda Blake
- 2003 : Bad Boys 2 de Michael Bay : Theresa
- 2006 : The Hunt for Eagle One (vidéo) : Capt. Amy Jennings
- 2020 : Bad Boys for Life : Theresa

### Télévision
- 2000 : Natalie Cole (Livin' for Love: The Natalie Cole Story) : Natalie Cole